# Leucauge scalaris
Leucauge scalaris là một loài nhện trong họ Tetragnathidae.
Loài này thuộc chi Leucauge. Leucauge scalaris được miêu tả năm 1890 bởi Thorell.